# Исса (приток Щары)
И́сса (бел. І́са) — река в Барановичском и Слонимском районах Беларуси, правый приток Щары (бассейн Немана).

## Описание
Длина реки — 62 км. Площадь водосборного бассейна — 554 км². Среднегодовой расход воды в устье — 3,6 м³/с. Средний наклон водной поверхности — 1,1 ‰.
Начинается у деревни Серебрище Барановичского района, впадает в Щару в границах Слонима. Основные притоки — Плеховка и Рудня. Долина трапециевидная. Пойма чередуется по берегам, местами отсутствует, её ширина 100—180 м. Русло в верхнем и нижнем течении на протяжении 15 км канализировано. Его ширина в межень 4-8 м. На реке у Слонима и д. Нагуевичи плотины; у Слонима в живописной местности зона отдыха Исса. В Слониме на Альбертинском озере построена малая ГЭС мощностью до 200 киловатт.

## Этимология
В поволжско-финских языках слово употребляется для обозначения ивы.